# Belsősárd, Zala
Belsősárd  este un sat în districtul Lent, județul Zala, Ungaria, având o populație de 102 locuitori (2011). 

## Demografie
Componența etnică a satului Belsősárd
     Maghiari (96,94%)
     Germani (3,06%)
Componența confesională a satului Belsősárd
     Romano-catolici (73,53%)
     Fără religie (2,94%)
     Necunoscută (23,53%)
Conform recensământului din 2011, satul Belsősárd avea 102 locuitori. Din punct de vedere etnic, majoritatea locuitorilor (96,94%) erau maghiari, cu o minoritate de germani (3,06%).  Din punct de vedere confesional, majoritatea locuitorilor (73,53%) erau romano-catolici, cu o minoritate de persoane fără religie (2,94%). Pentru 23,53% din locuitori nu este cunoscută apartenența confesională.